# Kawnice (gromada)
Kawnice – dawna gromada, czyli najmniejsza jednostka podziału terytorialnego Polskiej Rzeczypospolitej Ludowej w latach 1954–1972.
Gromady, z gromadzkimi radami narodowymi (GRN) jako organami władzy najniższego stopnia na wsi, funkcjonowały od reformy reorganizującej administrację wiejską przeprowadzonej jesienią 1954 do momentu ich zniesienia z dniem 1 stycznia 1973, tym samym wypierając organizację gminną w latach 1954–1972.
Gromadę Kawnice z siedzibą GRN w Kawnicach utworzono – jako jedną z 8759 gromad na obszarze Polski – w powiecie konińskim w woj. poznańskim, na mocy uchwały nr 25/54 WRN w Poznaniu z dnia 5 października 1954. W skład jednostki weszły obszary dotychczasowych gromad Kawnice, Rosocha, Rosocha Kolonia, Węglew i Węglewskie Holendry oraz miejscowości Kawnice B i Rosocha D z dotychczasowej gromady Golina Kolonia ze zniesionej gminy Golina, obszary dotychczasowych gromad Kraśnica i Chorzeń ze zniesionej gminy Gosławice, a także miejscowość Głodowo (wieś) z dotychczasowej gromady Głodowo ze zniesionej gminy Kazimierz Biskupi – w tymże powiecie. Dla gromady ustalono 27 członków gromadzkiej rady narodowej.
1 stycznia 1968 z gromady Kawnice wyłączono miejscowość Cierpisz i część terenów miejscowości Chorzeń, włączając je do miasta Konina w tymże powiecie.
Gromada przetrwała do końca 1972 roku, czyli do kolejnej reformy gminnej.